# Shinichiro Tani
Shinichiro Tani (谷 真一郎, Tani Shinichiro, Aichi, 13 november 1968) is een Japans voormalig voetballer die als aanvaller speelde.

## Carrière
Shinichiro Tani speelde tussen 1991 en 1995 voor Kashiwa Reysol.

## Japans voetbalelftal
Shinichiro Tani debuteerde in 1990 in het Japans nationaal elftal en speelde 1 interland.

## Statistieken
| Japans voetbalelftal | Japans voetbalelftal | Japans voetbalelftal |
| Jaar                 | Wed.                 | Dlp.                 |
| -------------------- | -------------------- | -------------------- |
| 1990                 | 1                    | 0                    |
| Totaal               | 1                    | 0                    |